# Краслава округ
Кронслава округ (лет. Krāslavas rajons, рус. Краславский район) је округ у републици Летонији, у њеном југоисточном делу. Управно средиште округа је истоимени градић Краслава. Округ припада историјској покрајини Латгале.

Кронслава округ је унутаркопнени округ у Летонији. То је и погранични округ са дугом границом ка Белорусији на истоку и југу. На западу се округ граничи са округом Даугавпилс, на северозападу са округом Прејли, на северу са округом Резекне и североистоку са округом Лудза.
Округ Кронслава је изразито етнички мешовит, пошто Летонци чине 45%, Руси 25%, Белоруси 18%, а Пољаци 7%.

## Градови
- Кронслава
- Дагда